# 辩才 (唐朝)

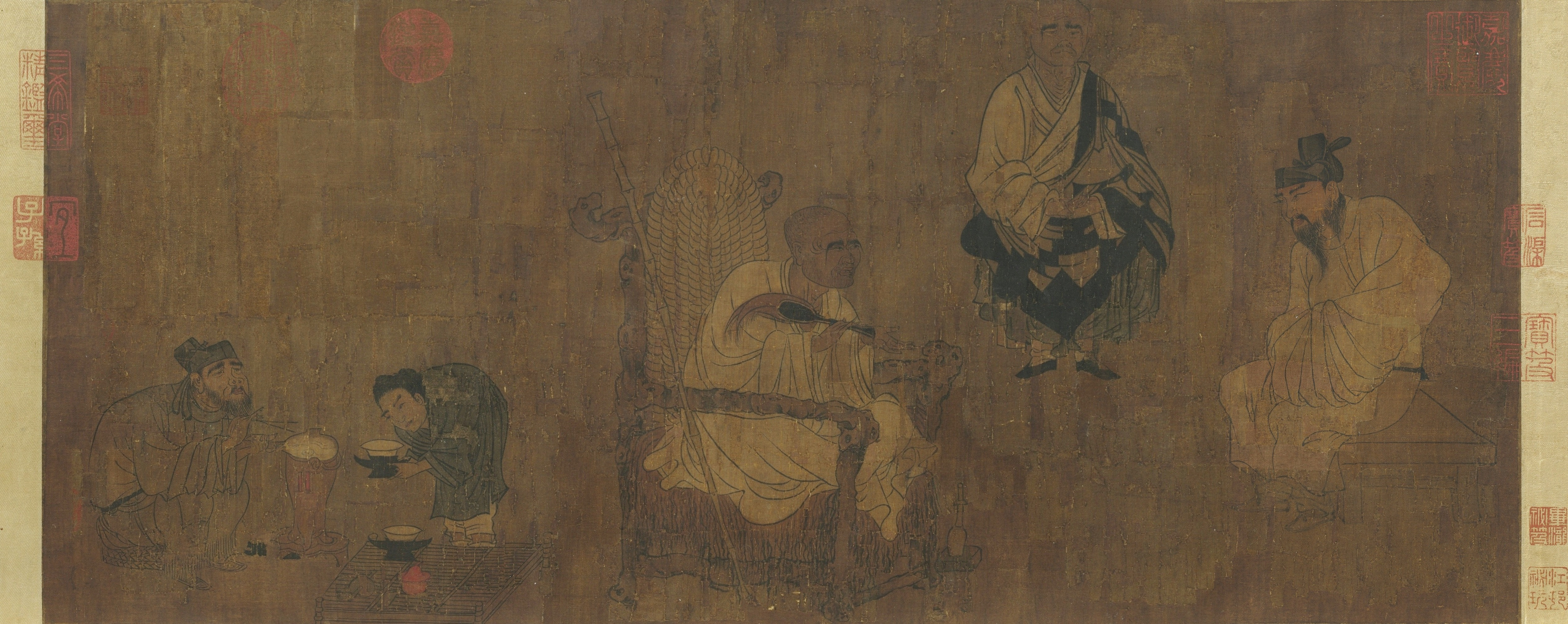
阎立本《萧翼赚兰亭图》宋代摹本（台北国立故宫博物院藏）

辩才（？—？），俗姓袁，陈郡阳夏县（今河南太康县）人，南梁司空袁昂的玄孙，智永的弟子，唐朝高僧，居越州（今浙江紹興）永欣寺。
相傳王羲之《蘭亭序》真跡，智永傳辩才，辩才系梁貯之，秘不示人。唐太宗好王書，求之不得，因遣蕭翼用計謀以騙取之。事後賜辩才有色的絲帛一千段，米糧三千石，辩才驚訝歎息，一病不起，圓寂。

## 評價
- 唐 何延之《蘭亭記》謂辩才：「博學工文，琴棋書畫，皆得其妙。每臨永禪師之書，逼真亂本。」